# Новолушніково
Новолушніково (рос. Новолушниково) — присілок у Маслянинському районі Новосибірської області Російської Федерації.
Входить до складу муніципального утворення Єгор'євська сільрада. Населення становить 21 особа (2010).

## Історія
Згідно із законом від 2 червня 2004 року органом місцевого самоврядування є Єгор'євська сільрада.

## Населення
| 2002 | 2007 | 2010 |
| ---- | ---- | ---- |
| 40   | ↘27  | ↘21  |